# Kōzu-shima

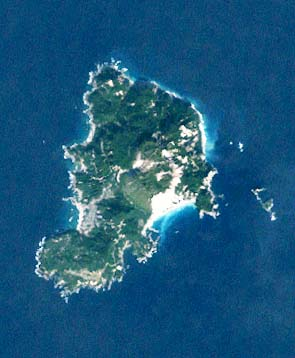
bild över Kozu-shima

Kōzu-shima (japanska  (神津島?) Kōuzu-shima) är en ö bland Izuöarna i nordvästra Stilla havet som tillhör Japan.

## Geografi
Kōzu-shima ligger cirka 150 kilometer söder om Tokyo och cirka 45 km sydväst om huvudön Izu-Ōshima.
Ön är av vulkaniskt ursprung och har en areal om cirka 18,87 km² med en längd på cirka 6 km och är cirka 4 km bred. Den högsta höjden är vulkanen Tenjo-San  på cirka 574 m ö.h. Ön ingår i också i Fuji-Hakone-Izu nationalpark och är ett populärt turistmål från fastlandet för sin natur och sina heta källor.
Befolkningen uppgår till ungefär 2 100 invånare där de flesta bor i huvudorten Kōzushima på öns mellersta del.  Förvaltningsmässigt utgör ön området "Kōzushima-mura" (Kozushima-by) och är del i subprefekturen Hachijō-shichō som tillhör Tokyo prefekturen på huvudön Honshu.
Öns lilla flygplats Kōuzushima Kūkō (Kouzushima airport, flygplatskod "RJAZ") har kapacitet för lokalt flyg, ön kan även nås med fartyg då det finns regelbundna färjeförbindelse med bland annat Tokyo på fastlandet och huvudön Izu-Oshima.

## Historia
Det är osäkert när Izuöarna upptäcktes men de har varit bebodda i flera tusen år. 
År 838 hade öns vulkan sitt senaste utbrott.
1878 under Meijirestaurationen blev området en del i Tokyo prefekturen.
1936 inrättades nationalparken Fuji-Hakone-Izu nationalpark och området införlivades i parkområdet 1964. 
1943 omstrukturerades Tokyos förvaltningsstruktur och områdets förvaltning övergick till "Tokyo-to-cho" (länsstyrelsen för Tokyo, engelska "Tokyo Metropolitan Government") som de tillhör idag.